# Jos Huysmans

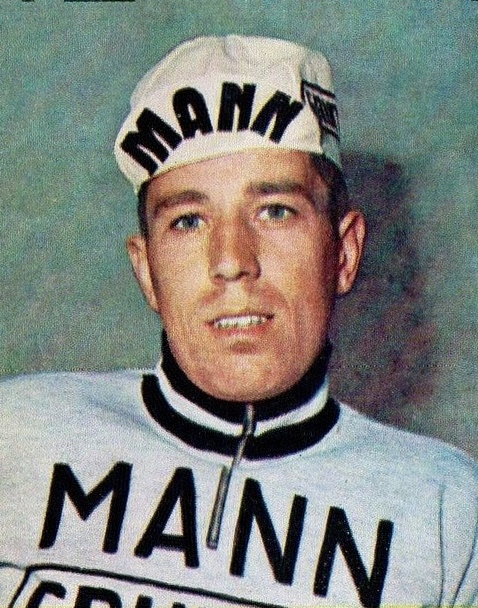
Jos Huysmans (1968)

Jozef „Jos“ Huysmans (* 18. Dezember 1941 in Beerzel (Provinz Antwerpen); † 10. Oktober 2012 ebenda) war ein belgischer Radrennfahrer und nationaler Meister im Radsport.

## Sportliche Laufbahn
Huysmans (auch Joseph Huysmans) war im Straßenradsport aktiv. Als Amateur wurde er 1962 Zweiter der Tour de la Province de Liège hinter Julien Stevens. Er erzielte 28 Siege als Amateur.
1962 wurde er Unabhängiger. Ab 1974 startete er als Berufsfahrer im Radsportteam Dr. Mann-Grundig und blieb bis 1977 als Radprofi aktiv. Er war einige Jahre einer der wichtigsten Domestiken von Eddy Merckx. 
1963 wurde er Zweiter der Belgien-Rundfahrt für Amateure (hinter Theo Verschueren), bei der er als Unabhängiger startberechtigt war. In der Tour du Nord kam er auf den 3. Platz. Bei den Straßenradsport-Weltmeisterschaften wurde er als Vierter bester Belgier im Amateurrennen. Die Tour du Nord gewann er 1964 mit einem Etappenerfolg. Bei den Quatre Jours de Dunkerque und in der Belgien-Rundfahrt für Unabhängige holte er jeweils einen Etappensieg. Er gewann Brüssel–Lüttich und wurde im Scheldeprijs Zweiter. 1965 gewann Huysmans die 1. Etappe der Tour de Suisse und wurde hinter Franco Bitossi Zweiter der Gesamtwertung. Dazu kam beim Sieg von Jan Janssen der dritte Gesamtrang in der Ronde van Nederland. 
Sein bedeutendster Erfolg der Saison 1966 war der Sieg auf der 1. Etappe der Quatre Jours de Dunkerque. 1967 gewann er die nationale Meisterschaft der Interclubs. 1968 konnte er eine Etappe der Tour de France für sich entscheiden. Weitere Siege holte er im Etappenrennen Tour de Condroz, im Eintagesrennen Omloop Mandel-Leie-Schelde, im Kampioenschap van Vlaanderen und Grote Prijs Briek Schotte. Die Saison 1969 sah ihn in den Rennen Flèche Wallonne, Schaal Sels und auf der 6. Etappe des Critérium du Dauphiné Libéré als Sieger. Im Amstel Gold Race kam nur Guido Reybrouck vor ihm ins Ziel. 1972 gelang ihm ein weiterer Etappensieg in der Tour de France, bei Paris–Tours wurde er Zweiter. 1975 war er erneut im Kampioenschap van Vlaanderen erfolgreich. Huysmans gewann in seiner Karriere eine Reihe von Kriterien und Rundstreckenrennen in Belgien.
Huysmans bestritt alle Grand Tours.

## Grand-Tour-Platzierungen
| Grand Tour            | 1966 | 1967 | 1968 | 1969 | 1970 | 1971 | 1972 | 1973 |
| --------------------- | ---- | ---- | ---- | ---- | ---- | ---- | ---- | ---- |
| Vuelta a EspañaVuelta | –    | –    | –    | –    | –    | –    | –    | 37   |
| Giro d’ItaliaGiro     | 17   | –    | –    | –    | 35   | –    | 25   | 35   |
| Tour de FranceTour    | 16   | 8    | 32   | DNF  | 30   | 27   | 28   | –    |

## Familiäres
Seine Neffen Peter Roes und Carl Roes waren ebenfalls Radprofis.

## Berufliches
Huysmans absolvierte eine Ausbildung zum Mechaniker. Nach seiner aktiven Karriere wurde er Sportlicher Leiter der Radsportteams C&A und Flandria-Ça va seul.